# 2,4,6-Tricloro-1,3,5-triazina
2,4,6-Tricloro-1,3,5-triazina, abreviada na literatura como TCT, também chamada de 2,4,6-tricloro-s-triazina, tricloreto de s-triazina, s-triclorotriazina ou cloreto cianúrico, é o composto químico com fórmula C3Cl3N3 e massa molecular 184,411. É classificado com o número CAS 108-77-0. Apresenta-se como um pó branco de ponto de fusão de 145-147 °C, ponto de ebulição de 190 °C, densidade 1,92 e ponto de fulgor 190 °C. Reage com água.

## Aplicações
Entra na síntese de diversos corantes. É um intermediário em diversas sínteses orgânicas, como a síntese de N-benzoiltioureia a partir de ácidos carboxílicos.

## Segurança
Não combustível, mas pode se decompor após aquecimento produzindo fumos corrosivos e/ou tóxicos.
É uma substância tóxica por inalação, ingestão ou contato (pele e olhos), com vapores, poeiras e inclui-se entre substâncias que podem causar ferimentos graves, queimaduras ou morte. Sua reação com água ou ar úmido libera gases tóxicos, corrosivos ou inflamáveis. A reação com a água pode gerar tanto calor que irá aumentar a concentração de vapores no ar. Embora não inflamável, pela ação de fogo pode produzir gases irritantes, corrosivos e/ou tóxicos. O escoamento de controle de fogo ou água de diluição pode ser corrosivo e/ou tóxico e causa poluição.